# Яссы-Тугай
Яссы-Тугай (тат. Яссы Тугай) — деревня в Ютазинском районе Республики Татарстан России. Входит в состав Дым-Тамакского сельского поселения.

## География
Деревня находится в юго-восточной части Татарстана, в лесостепной зоне, в пределах Бугульминско-Белебеевской возвышенности, на берегах реки Ютазы, при автодороге 16К-0032, на расстоянии примерно 6 километров (по прямой) к юго-западу от посёлка городского типа Уруссу, административного центра района. Абсолютная высота — 113 метров над уровнем моря.

### Климат
Климат характеризуются как умеренно континентальный, с продолжительной умеренно холодной зимой и тёплым коротким летом. Среднегодовая температура воздуха составляет 3,2 °С. Средняя температура воздуха самого холодного месяца (января) — −12 °C; самого тёплого месяца (июля) — 18,7 °C. Среднегодовое количество атмосферных осадков составляет 528 мм, из которых более 70 % выпадает в период с апреля по октябрь.

### Часовой пояс
Деревня Яссы-Тугай, как и весь Татарстан, находится в часовой зоне МСК (московское время). Смещение применяемого времени относительно UTC составляет +3:00.

## Население
Население деревни Яссы-Тугай в 2011 году составляло 204 человека.

### Национальный состав
Согласно результатам переписи 2002 года, в национальной структуре населения татары составляли 97 % из 229 чел.